# Чуквума Оби, Джоэл
Джо́эл Чукву́ма О́би (англ. Joel Chukwuma Obi; 22 мая 1991, Лагос, Нигерия) — нигерийский футболист, полузащитник клуба «Вис Пезаро». Выступал за сборную Нигерии.

## Клубная карьера
Первые шаги в футболе делал в родном Лагосе, в молодёжном составе клуба «Непа Лагос». В 2005 году в возрасте 14 лет Чуквума был замечен селекционерами миланского «Интернационале», в результате чего оказался в его футбольной академии. Начиная с 2010 года воспитанник молодёжной академии «Интера» тренируется с основным составом миланского клуба. Впервые был заявлен за основной состав на выездной матч, состоявшийся 25 сентября 2010 года, против «Ромы», но на поле так и не появился. Дебют нигерийского полузащитника итальянского клуба состоялся четырьмя днями позже 29 сентября 2010 года в рамках Лиги чемпионов в домашнем матче против немецкого «Вердера». Оби Чуквума, выйдя на замену, провёл на поле 12 минут. Первая игра в чемпионате Чуквума Оби состоялась 17 октября 2010 года в матче 7 тура, в котором «Интер» играл на выезде против «Кальяри». В этом матче Оби Чуквума 66-й минуте вышел на замену вместо Коутиньо.

## Карьера в сборной
Джоэл дебютировал в сборной Нигерии 9 февраля 2011 года в товарищеском матче против Сьерра-Леоне в Лагосе. Позже за «орлов» участвовал в 11 играх подряд, вплоть до получения травмы в конце 2012 года. Был включен в предварительный состав сборной на ЧМ-2014 в Бразилии.

## Достижения
- Обладатель Кубка Италии (1): 2010/11
- Обладатель Суперкубка Италии (1) 2010

## Статистика выступлений за сборную
По состоянию на 22 июня 2018 года
| Сборная Нигерии по футболу |      |      |
| Год                        | Игры | Голы |
| 2011                       | 11   | 0    |
| 2012                       | 0    | 0    |
| 2013                       | 0    | 0    |
| 2014                       | 1    | 0    |
| 2015                       | 0    | 0    |
| 2016                       | 0    | 0    |
| 2017                       | 0    | 0    |
| 2018                       | 4    | 0    |
| Всего                      | 16   | 0    |